# Franc Kuzmič
Franc Kuzmič ali Küzmič, slovenski bibliotekar, muzejski svetovalec, pedagog, pastor Binkoštne Cerkve, * 3. november 1952, Murska Sobota; † 6. april 2018, Betlehem, Palestina.
Odraščal je na Veščici, kjer se je rodila njegova mati Ema Sočič. Oče je bil Franc Kuzmič st. iz Dolnjih Slaveč. Osnovno šolo I. je obiskoval v Kupšincih in Murski Soboti, kjer je obiskoval srednjo ekonomsko šolo. V Ljubljani je študiral na pedagoški akademiji administrativno smer za srednje strokovne šole. Pozneje pa je študiral še slovenski jezik in knjižničarstvo.
Vpisal se je na Filozofsko fakulteto, študiral pedagogiko in psihologijo, nato pa končal svoje izobraževanje na Biblijskem teološkem inštitutu v Zagrebu ter na Evangelijski teološki fakulteti v Osijeku, na Hrvaškem, kjer je študiral humanistično teologijo. Ves čas se je tudi usmerjal v zgodovino na teh področjih. 
Leta 1974 je diplomiral je na temo Židje v Prekmurju, z čimer se je ukvarjal še celotno življenje. 
Za podiplomski študij je izbral cerkveno zgodovino in leta 2001 magistriral v Osijeku z naslovom Zgodovinski prikaz publicistične, versko-literarne in izdajateljske dejavnosti Binkoštne Cerkve v Jugoslaviji v obdobju 1936–1991. Začel je pripravljati doktorsko tezo o protestantizmu v Sloveniji v obdobju jožefinskih reform do razpada Avstro - Ogrske, a je ni nikoli napisal do konca.
Poučeval je na ekonomski in administrativni šoli v Murski Soboti v letih 1975–1980. Dvanajst let je delal v Pokrajinski in študijski knjižnici, kjer je dve leti opravljal službo kot hungarist, nato pa je prevzel matično službo krajevnih knjižnic in se hkrati vedno bolj posvečal domoznanski dejavnosti in prekmurski zgodovini, kar je opravljal do leta 1992. Udeleževal se je konferenc, okroglih miz, simpozijev in strokovnih posvetov (tako doma kot v tujini). Prenovil je tudi domoznansko zbirko: zanjo uredil listkovni katalog, jo dopolnjeval in posredoval z različnimi predstavitvami kot tudi razstavami (Reformacija v Prekmurju), ki so bile zelo dobro obiskane, predvsem s strani šol. Postala je največja specialna knjižnica v regiji. Postal je predsednik Društva bibliotekarjev Prekmurja (1990–1996), bil pa je tudi član Izvršilnega odpora Sekcije za specialne knjižnice (ZBDS) od 2001 do 2013. V tem okvir je organiziral tudi več strokovnih ekskurzij: obisk specialne knjižnice v Budimpešti (2004), obisk specialnih knjižnic v Vatikanu in Rimu, preko osebnega spoznavanja slovenskega veleposlanika pri Svetem sedežu (2006), obisk Bratislave, katere bistvo, je bilo spoznati protestantske šole in knjižnice, v kateri so se šolali številni Slovenski Prekmurci (2007), obisk Varšave, kjer je predaval v Varšavskem getu (2008) ter obisk Dunaja, Gradiščanske in Porabja (2010). Med leti 1991–2005 je deloval tudi kot gostujoči profesor Teološke fakultete v Osijeku (na njej je študiral tudi sam), kjer je poučeval cerkveno zgodovino. Dvajset let je bil zaposlen v Pokrajinskem muzeju Murska Sobota kot muzejski svetovalec, kustos pedagog in bibliotekar. S svojimi tematskimi vodstvi, učnimi urami, ekskurzijami in delavnicami je ljudem poskušal približati muzejske vsebino ter kulturo, ki jo hrani. Z vsemi dodatnim dejavnostmi je spodbujal in razvijal izobraževalno plat muzejev. Ustvaril je tudi kovček muzejskih posebnosti, v katerem je imel spravljene nekaj kulturne dediščine, kovček pa je nosil od šole do šole. Leta 2012 se je upokojil.
Je avtor več izvirnih, strokovnih in poljudnih razprav, člankov ter ocen knjig (npr. bibliografije različnih knjig, časopisov in tiskov iz Prekmurja med 1920 in 1998). Je urednik, sourednik številnih zbornikov razstav (Zbornik soboškega muzeja), katalogov razstav, celo pesniških zbirk (Iz dežele daljne) ter avtor nekaj samostojnih publikacij, predvsem o arheoloških odpiranjih v Prekmurju, prekmurščini, prekmurskem knjižnem jeziku, o dragocenostih knjižnice v Murski Soboti ter o razvoju in pomenu protestantizma v Prekmurju. Pod njegova pomembnejša dela, pa ne moremo šteti le publikacij temveč tudi tematske in osebne bibliografije, študije in znanstvene, strokovne kot poljudne članke. Največ bibliografij je objavljenih na spletni strani Pomurskega muzeja, nekatere pa so postale tudi del zbornikov, ki so posvečeni določenim osebnostim in dogodkom. Pod svojimi deli se je podpisoval kot Fran Kuzmič, manj pogosto (pri krajevnih prispevkih in poročili)pa kot Feri Kuzmič, F. Kuzmič, F. Ku. in F. K.
Kuzmič se je zanimal tudi za šolstvo, bolj specifično, v prekmursko zgodovino šolstva in tiska. Pisal je o Miklošu Kuzmiču, ki je bil prvi prekmurski katoliški pisec z sedmimi izdanimi knjigami v šestnajstih letih (od leta 1780), nekatere so bile tudi za šolsko rabo. Leta 1992 je Kuzmič obravnaval razvoj Mariborske srednje ekonomske in družboslovne šole (na kateri je tudi poučeval). Predstavil je tudi zavzemanje katoliških in evangeličanskih duhovnikov za ohranitev njihove pomembnosti pri vplivu na šolo. Šolstvo je predstavil tudi v vrsti različnih krajevnih pregledov (prekmurskih krajev, tudi njegovo domačo vas Veščica ter njene vaščane). Sodeloval je z Slovenskim šolskim muzejem: se udeleževal sestankov Pedagoške sekcije s prispevkom o tem kakšna je vloga izobraževanja v domoznanstvu, svetoval in posredoval razstavno gradivo, sodeloval pri okrogli mizi o Antonu Bezenšku, kjer je predstavil njegov pomen stenografije in pomagal vzpostaviti razstave in pano o Protestantskem šolstvu na Slovenskem in v Prekmurju. Tudi po upokojitvi je večkrat prišel v Ljubljano na srečanja, sestanke in predavanja.
Kot duhovnik/pridigar je vodil Binkoštno cerkev in cerkveno občino v Murski Soboti, bil pa je tudi velik prepoznavalec protestantistike. Z Binkoštno cerkvijo se je povezal že v Veščici, kjer je protestantske knjige prevajal v slovenščino (z prevajalstvom se je bežno ukvarjal tudi naprej v svojem življenju). Kot pastor je deloval najprej v Zgornji Voličini (1988–1995), potem v Vadarcih (1999–2009) in nazadnje v Murski Soboti (2009–2013).
Poleg vseh, že omenjenih aktivnosti je bil vodič skupin Slovencev po Prekmurju in Porabju, pogosto je nastopil na radijskih postajah ter televiziji, z Milivojem - Mikijem Rošem in drugimi sodelavci je pripravil dokumentarni film o Štefanu Küzmiču (2009), sodeloval je tudi pri projektu o Primožu Trubarju ter je bil moderator na številnih kulturnih in drugih dogodkih.
Umrl je med romarskim potovanjem po Izraelu.

## Nagrade[2][3]
- Priznanje Evropskega muzejskega foruma - leta 1999 za Stalno muzejsko razstavo (1997), ki jo je pripravil v soavtorstvu.
- Občinsko priznanje Mestne občine Murske Sobota - za Stalno muzejsko razstavo (1997).
- 1998: Valvasorjevo priznanje za stalno muzejsko razstavo (Pokrajinski muzej Murska Sobota; kot del ekipe)[7]
- Plaketa Mestne občine Murska Sobota - za njegov prispevek k popularizaciji zgodovine in naše kulture (2012).
- Trubarjeva plaketa - ob 500-letnici začetka reformacije, podelila Evangeličanska augsburška veroizpoved v Sloveniji, v zahvalo za dolgoletno širjenje pomena slovenskega protestantizma in Cerkve (2017).
- Naziv častnega občana Mestne občine Murska Sobota - prejel posthumno (julija 2018).